# Masha'allah ibn Atharî
Masha'allah ibn Atharī ou Mâshâ'allâh, Mashallah (vers 740-815) est un astrologue et astronome juif,,,, persan entré au service des Abbassides, natif de la ville de Bassora, et qui fut un des principaux astrologues du VIIIe siècle. Son nom en latin est Messala, Messalah ou Messahalla. Pour lui rendre hommage; l'astronomie moderne nomma sur la Lune, un cratère portant son nom Messala.
Il participa à la fondation de Bagdad en 762, pour choisir une bonne date de fondation. Il a écrit une vingtaine de livres en astrologie, traduits en latin au XIIe siècle. Un seul reste dans son arabe original, mais on dispose de nombreuses traductions en latin, en grec byzantin et en hébreu. Un des plus populaires fut le De scientia motus orbis, traduit par Gérard de Crémone. Le traité De mercibus (Sur les prix) est le plus ancien traité scientifique.
Il a aussi écrit sur l'astrolabe.
Abraham ibn Ezra a traduit en hébreu deux traités astrologiques de Mashallah : She'elot et Ḳadrut (Steinschneider, Hebr. Uebers. p. 600-603). L'un est accessible en anglais : On Reception, traduit par Robert Hand.

### Œuvres
- De cogitationibus ab intentione
- Epistola de rebus eclipsium et conjunctionibus planetarum (Lettre sur les éclipses et les conjonctions des planètes), trad. latine par Jean de Séville Hispalensis et Limiensis, vers 1130, in Quadripartitum éd. de Venise 1493. Bernard R. Goldstein, The Book on Eclipses by Masha'allah, Physis 6 (1964), p. 205–213 (trad. en an. par Goldstein de la trad. en hébreu d'Abraham ibn Ezra). Ne pas confondre avec le De magnis conjunctionibus (Des grandes conjonctions, Kitāb al qirānāt), de Abou Ma'shar al-Balkhî, traduit aussi par Jean de Séville, Hispalensis et Limiensis, éd. Ratisbonne, 1489.
- De revolutionibus annorum mundi, Nuremberg, 1549.
- De significationibus planetarum in nativitate
- De receptione olanetarum sive de interrogationibus

### Peudo-Masha'allah
- Liber de angelis, annulis, caracteribus et imaginibus planetarum : J. G. Lidaka, "The Book of Angels, Rings, Characters and Images of the Planets attributed to Osbern Bokenham", apud Fanger, Conjuring Spirits. Texts and Traditions of Medieval Ritual Magic, Stroud, Gloucestershire, 1998, p. 32-75.

### Traductions
- Works of Sahl and Masha'allah, trad. Benjamin Dykes, Cazimi Press, Golden Valley, MN, 2008.
- Masha'allah, On Reception, trad. Robert Hand, ARHAT Publications, Reston, VA, 1998.
- Masha'allah, "Sur la reception" Traité d'astrologie horaire, trad. Pepita Sanchis LLacer, Éditions Spiritualité Occidentale, 2010  (ISBN 978-2-919576-13-5)

### Études
- James Herschel Holden, A History of Horoscopic Astrology, American Federation of Astrologers, Tempe (États-Unis), 1996  (ISBN 978-86-69046-38-6), p. 104-107.
- Edward Stewart Kennedy et David Pingree, The Astrological History of Māshā’allāh, Cambridge, Harvard University Press, 1971.